# Angry Birds Stella
Angry Birds Stella (con slogan Best friends forever... most of the time.) è stato un videogioco rompicapo, è il secondo spin-off della serie Angry Birds, sviluppato da Rovio Entertainment. Lo spin-off si basa su Stella, l'uccellina rosa, e le sue avventure con i suoi amici, Willow, Luca, Poppy e Dahlia contro la Principessa Cattiva, un tempo conosciuta come Gale, ex amica di Stella. Il gioco è free-to-play con acquisti in-app ed è un prologo alle avventure di Stella con gli Angry Birds originali.
Annunciato il 13 febbraio 2014, Rovio ha dichiarato che sarà accompagnata da nuovi giocattoli e una serie di cartoni animati, e sarà lanciato nella parte successiva di questo anno. Il gioco è uscito il 4 settembre 2014. Il 16 dicembre 2014 ha ricevuto un importante aggiornamento, che ha aggiunto nuovi livelli, nuovi personaggi e aggiunto alcune nuove funzioni all'interno del gioco.
Durante gli inizi di luglio del 2015, la pagina Twitter di Angry Birds Stella ha annunciato che Rovio non pubblicherà più aggiornamenti per il gioco e che Stella e i suoi amici uccellini proseguiranno le loro avventure nel sequel chiamato Angry Birds POP! (originariamente chiamato "Angry Birds Stella POP!").

## Modalità di gioco
Proprio come il gioco originale della serie Angry Birds, i giocatori usano una fionda per sparare una serie di nuovi uccelli (ad eccezione di Stella, che era stata introdotta nei giochi precedenti) a strutture vicine, con l'intento di colpire tutti i maiali e le strutture su cui essi si trovano.
Tra le novità è presente un martello power up che si sblocca al livello 13, il quale dopo averlo usato per abbattere dei maiali con relativa struttura, si ricarica automaticamente in una certa quantità di tempo o spendendo monete per riutilizzarlo immediatamente.
Alcuni maiali colpiti rilasciano monete.
Nell'aggiornamento del dicembre 2014 (v. 1.1.0), è stato aggiunto un'altra modalità che prevede che Stella e i suoi amici cerchino i loro oggetti rubati dai maiali dalla casa sull'albero (giocando i livelli New Pigs on the Block); questo sblocca diverse abilità. Sono stati quindi introdotti gli oggetti da raccogliere e le casse, nuovi maiali, nuovi livelli random e la mappa dell'Isola d'Oro (Golden Island).
Oltre a questo sono state introdotte le stelle viola. Il numero di stelle viola vinte (max 3 a livello) dipende dal punteggio ottenuti nei livelli New Pigs on the Block.

### Oggetti da raccogliere
Giocando i livelli New Pigs on the Block alla fine si gira la 'ruota della fortuna del tutto simile a quella introdotta in Angry Birds Epic per decidere quante monete vincere e se si prende un elemento dell'oggetto (per rigirare la ruota si deve pagare con le monete o guardando un video pubblicitario).
| #  | Oggetti                     | Pezzi      | Premi                                                             |
| -- | --------------------------- | ---------- | ----------------------------------------------------------------- |
| 1  | Attrezzatura da treking     | 3 elementi | Altri avvistamenti di maiali sulla mappa.                         |
| 2  | Automobiline di Luca        | 3 elementi | 10% più monete dai maiali.                                        |
| 3  | Tappeti da salotto          | 3 elementi | 5 monete in più da grandi ricompense nella ruota della fortuna.   |
| 4  | Macchina da caffè di Willow | 3 elementi | Rifornimento martello 1% più veloce.                              |
| 5  | Tavola da Surf di Stella    | 3 elementi | Rifornimento martello 2% più veloce.                              |
| 6  | Skateboard di Stella        | 3 elementi | 15% più monete dai maiali.                                        |
| 7  | Televisione                 | 4 elementi | 5 monete in più da grandi ricompense nella ruota della fortuna.   |
| 8  | Sofà                        | 4 elementi | 10 monete in più da grandi ricompense nella ruota della fortuna.  |
| 9  | Gong di Poppy               | 4 elementi | Rifornimento martello 3% più veloce.                              |
| 10 | Console di gioco            | 4 elementi | 10 monete in più da grandi ricomepense nella ruota della fortuna. |
| 11 | Bicicletta                  | 3 elementi | Altri avvistamenti di maiali sulla mappa.                         |
| 12 | Set astronomico di Dahlia   | 1 elementi | 15% più monete dai maiali.                                        |
| 13 | Robot giocattolo di Luca    | 4 elementi | Rifornimento martello 3% più veloce.                              |
| 14 | Pila di cuscini             | -          | 5 monete in più da grandi ricompense nella ruota della fortuna.   |
| 15 | Dipinto di Willow           | -          | 15% più monete dai maiali                                         |

### Casse
Accumulando le stelle viola che si vincono superando i livelli New Pigs on the Block si sbloccano queste casse che si trovano di tanto in tanto nelle costruzioni dei maiali.
| # | Cassa                     | Disponibilità   | Caratteristiche                                                  |
| - | ------------------------- | --------------- | ---------------------------------------------------------------- |
| 1 | Cassa di frutta esplosiva | 2 stelle viola  | Esplode se viene distrutta.                                      |
| 2 | Cassa vortice             | 4 stelle viola  | Attira tutti gli oggetti verso il centro per un paio di secondi. |
| 3 | Scatola di monete         | 8 stelle viola  | Esplode e sparde monete in giro che possono essere raccolte.     |
| 4 | Scatola Geyser            | 20 stelle viola | spinge tutti gli oggetti nella zona in alto                      |
| 5 | Maiale in scatola         | 24 stelle viola | è un maiale nascosto in una scatola                              |
| 6 | Scatola Anti-Gravità      | 33 stelle viola | esplode e fa levitare oggetti circostanti per un paio di secondi |

## Uccelli
Al raggiungimento di un determinato numero di stelle gialle (max 3 a livello) vengono sboccate varie foto dei diversi uccelli e premi in monete, oltre al fatto che più stelle gialle si hanno, più uccelli si avrà da lanciare contro i maiali.
Nei livelli New Pigs on the Block è possibile scegliere il Dream team cioè scegliere quali personaggi lanciare.
| # | Nome   | Potere speciale | Disponibilità                                                 | Caratteristiche |
| - | ------ | --------------- | ------------------------------------------------------------- | --- |
| 1 | Stella | Pink flash      | Livello 1                                                     | È il capo del gruppo nonché la protagonista. Con lei si prende la mira per colpire un punto preciso e decidere poi con il rimbalzo dove andrà a colpire (il secondo colpo è più forte del primo); non rimbalza sul vetro.                                                             |
| 2 | Poppy  | Tornado dive    | Livello 12                                                    | È in grado di trasformarsi in una trottola che scende verticalmente e colpisce i bersagli, preferibilmente legno e vetro. |
| 3 | Luca   | Soundwave shock | Livello 23                                                    | È in grado di usare gli ultrasuoni per distruggere gli elementi in vetro, passando attraverso il legno in modo efficace ma non attraverso la pietra. |
| 4 | Willow | Vortex spin     | Livello 34                                                    | È in grado di diventare una girandola per colpire gli avversari appena la si tocca, ma in questo modo altera la sua traiettoria. |
| 5 | Dahlia | Science-fu      | Livello 47                                                    | È in grado di raggiungere una velocità elevata per colpire l'obiettivo, teletrasportandosi nella direzione in cui è diretta. |
| 6 | Gale   | -               | Personaggio giocabile solo se acquistato con monete del gioco | Ex migliore amica di Stella, adesso è accecata dall'orgoglio, dalla vanità e dalla avidità. Consumata dalla sua ossessione per l'oro, non c'è quasi nulla che non farà per ottenere ciò che vuole. È l'uccello più cattivo di Golden Island, e comanda il proprio esercito di maiali. |

## Maiali
A differenza del classico maiale verde, tutti gli altri si trovano solo nei livelli New Pigs on the Block accumulando le stelle viola che si vincono superando i livelli.
| #  | Nome               | Nome originale | Disponibilità   | Caratteristiche                                                    |
| -- | ------------------ | -------------- | --------------- | ------------------------------------------------------------------ |
| 1  | Maiale semplice    | Minion Pig     | Subito          | Grunisce (il classico maiale verde).                               |
| 2  | Maiale bello       | Handsome Pig   | 2 stelle viola  | Grunisce con eleganza.                                             |
| 3  | Maiale esplosivo   | Boom Pig       | 3 stelle viola  | Quando viene colpito fa "BOOM!".                                   |
| 4  | Elimaiale          | Heli Pig       | 5 stelle viola  | Si libra in volo.                                                  |
| 5  | Maiale spaziale    | Spazio Pig     | 7 stelle viola  | Fa in modo che tutti i blocchi e i maiali ignorino la gravità.     |
| 6  | Grande Maiale      | Big Pig        | 10 stelle viola | Provoca terremoti cadendo.                                         |
| 7  | Maiale muscoloso   | Muscle Pig     | 12 stelle viola | Quadrato e massiccio: non rotola.                                  |
| 8  | Maiale ninja       | Ninja Pig      | 14 stelle viola | maiale che sparisce in caso di pericolo, spostandosi di posizione. |
| 9  | Maiale con jetpack | Jetpack Pig    | 17 stelle viola | maiale che vola e quando colpito cade verso il basso ed esplode.   |
| 10 | Maiale maledetto   | Curse Pig      | 22 stelle viola | maiale che ritorna come un maiale zombie quando viene colpito.     |
| 11 | Maiale allenatore  | Trainer Pig    | 27 stelle viola | maiale che trasforma tutti i maiali normali in maiali muscolosi.   |
| 12 | Necro maiale       | Necro Pig      | 30 stelle viola | maiale trasforma tutti i maiali in maiali zombie.                  |

## Episodi
Il gioco è diviso in capitoli principali. Il primo capitolo è composta da 5 tappe, ognuno dotato di un nuovo uccello, composto da 11 livelli e un livello boss chiamato Muro dei maiali (Wall of Pigs), più un livello bonus. Il secondo capitolo ricalca il primo come impostazione.
| # | Episodi                                 | Livelli                     | Data uscita      |
| - | --------------------------------------- | --------------------------- | ---------------- |
| 1 | Chapter 1: Branch Out                   | 66 (61 + 5 Muro dei maiali) | 4 settembre 2014 |
| 2 | Chapter 2: Beach Day                    | 65 (61 + 4 Muro dei maiali) | 4 settembre 2014 |
| - | New Pigs on the Block (livelli casuali) | -                           | 16 dicembre 2014 |

I livelli New Pigs on the Block sono livelli random che compaiono sulla mappa de l'Isola d'Oro 4 per volta, e una volta giocati bisogna aspettare da 1 minuto ad 1 ora e mezza perché lo risiano. Essi permettono si scegliere la formazione di uccelli con i quali colpire i maiali, e alla fine, come in Angry Birds Epic quando si completa il livello si gira una ruota per avere la possibilità di vincere monete e tesori (gli oggetti rubati dai maiali ai 5 uccelli protagonisti) che danno vari tipi di premi.

## Telepods
Il gioco è il terzo gioco della serie compatibile con i Telepods della Hasbro, una linea di giocattoli utilizzati anche in Angry Birds Star Wars II e Angry Birds Go!. I giocattoli permettono di evocare i personaggi nel gioco che corrispondono alla figura digitalizzata; oltre a questo uso, i telepods possono essere venduti con altri giocattoli e accessori per giocarci normalmente.

## Serie animata
Rovio Entertainment ha realizzato una serie animata in CGI priva di dialoghi basata sul gioco intitolata Angry Birds Stella, diretta da Kari Juusonen e distribuita dal 1º novembre 2014 sul servizio Toons.TV fino alla sua rimozione, nonché spin-off di Angry Birds Toons con trama fedele a quella del videogioco. Il cartone si è concluso il l'11 marzo 2016 con la messa in onda della seconda stagione e conta ventisei episodi della durata di circa cinque minuti l'uno. In Italia è stato trasmesso su Pop.

## Sequel
Il 22 dicembre 2014 è uscito per iOS, limitatamente solo per il Canada per una fase di test, un sequel del videogioco chiamato Angry Birds Stella POP, un gioco nel quale bisogna scoppiare delle bolle. L'uscita a livello mondiale è avvenuta nel marzo del 2015. Durante il luglio del 2015 Rovio ha cambiato il nome del gioco in Angry Birds POP!, dato il fatto che sta pubblicando aggiornamenti in cui si può giocare per 15 giorni con i personaggi del gioco Angry Birds originale. Fino ad ora sono usciti aggiornamenti in cui si è potuto giocare con Red (l'uccellino rosso), i Blues (i tre uccellini blu), Chuck (l'uccellino giallo) e una versione "uccellificata" della cantante Shakira, la quale ha fatto numerose collaborazioni con Rovio.
Un secondo sequel è uscito a fine 2014 in beta privata solo per la Thailandia, Angry Birds Fight!, un RPG dove si combinano in sequenza gli uccelli che sferrano attacchi all'avversario. In questo caso l'uscita a livello mondiale è avvenuta nel giugno del 2015.